# 死んだふり解散
死んだふり解散（しんだふりかいさん）とは、1986年（昭和61年）6月2日の衆議院解散の通称。寝たふり解散（ねたふりかいさん）とも呼ばれる。

## 概説
1986年（昭和61年）当時、中曽根康弘首相は在任4年目に突入していた。中曽根政権は党内基盤が磐石ではないものの、世論調査では高い内閣支持率を保っており、中曽根は前回総選挙で失った党勢の回復のために衆参同日選挙を目論んでいた。
しかし、前年の1985年7月17日に最高裁判所が衆議院の議員定数の不均衡（一票の格差）に対して違憲判決を出しており、この問題が解散総選挙の障害となっていた。
そこで政府・与党は議員定数不均衡を是正するために公職選挙法改正案を提出し、野党は定数是正を名目に中曽根首相が解散総選挙に出ることを恐れて交渉のテーブルにはついた。選挙区区分については各党とも基本的に了承したが、周知期間が問題となり、野党は中曽根首相が衆参同日選挙に強い意欲を持っていることが伝えられる中で野党側は周知期間を6ヶ月という長期に設定して解散封じを狙い、自民党は次の総選挙から施行を主張して与野党が対立した。最終的に各党は坂田道太衆議院議長に調停をゆだね、新公職選挙法は公布の日から30日以後に公示される総選挙から実施という形で30日の周知期間が設けられた。野党内には、「公示日6月21日・投票日7月6日」とすれば衆参同日選挙は可能という見方はあったものの、そのために必要な会期延長や臨時国会召集は自民党内にも強い反対があるため困難であることと議長調停案の拒否は中曽根首相に解散の口実を与えることになりかね得ないことから、最終的に議長調停案を受け入れた。
1986年5月22日に参議院本会議で可決・成立して議員定数不均衡問題は解決した。同日に社会党と公明党、民社党、社民連の四党は「中曽根首相が解散権を恫喝の手法として乱用しているとし、解散のための臨時国会の召集と衆参同日選挙に断固反対する」との共同声明を出した。中曽根首相は5月24日に内閣記者会と会見し「衆議院解散は念頭にない」と述べた。
5月26日に衆参同日選挙の同意を得るために自民党五役会議が開かれたが、宮澤喜一総務会長が当初は「定数是正で野党が議長調停を受け入れたのは、同日選挙なしが前提だったはず、野党への背信行為にならないか」と反対姿勢を示していたが、最終的に押し切られる形で同意した。
5月27日に中曽根内閣は6月2日に第105回臨時国会を召集することを閣議決定し、「国民の声を聞いて速やかに適切に処理するため、臨時国会の召集を決意した」旨の首相談話を発表した。
国会が召集された6月2日に野党は議院運営委員長に中曽根首相の臨時国会召集理由の説明を求めたものの自民党はこれを拒否した。野党が反発して本会議が開けない中で、解散詔書が内閣から坂田議長に届き、議長応接室で自民党と新自由クラブ議員の一部議員を前にして、坂田議長が解散詔書を読み上げる形で衆議院が解散された。なお、議長応接室における衆議院解散はこの年以後、現在まで行われていない。その後、野党には衆議院事務局から解散詔書の写しが手渡された。
これを受けて政府は7月6日に行われることになっていた第14回参議院議員通常選挙と同時に第38回衆議院議員総選挙を行うことを閣議で決定し、史上2度目の衆参同日選挙となった。
この選挙では、ダブル選挙で投票率が高かったことに加え、高い内閣支持率や十分な選挙対策などに支えられて、与党・自民党が衆参両院で圧勝した。自民党は任期満了間近だった党総裁の任期を1年延長する党則の改正を行い、中曽根の功績に報いた。
後に中曽根が「正月からやろうと考えていた。定数是正の周知期間があるから解散は無理だと思わせた。死んだふりをした」と表現したことから、「死んだふり解散」という解散名が定着した。

## その他
- 衆参同日選挙を目的とした7条解散について「両院議員にふさわしい人物を選ぶ機会を奪い、憲法違反」として衆院選の無効を求めた訴訟が起こされたが、1987年3月25日に名古屋高裁が訴えを棄却し、同年11月24日に最高裁が上告を棄却し、衆参同日選挙を目的とした7条解散による衆院選を無効としない判決が確定している[11][12][13]。